# Bergerschanzturm

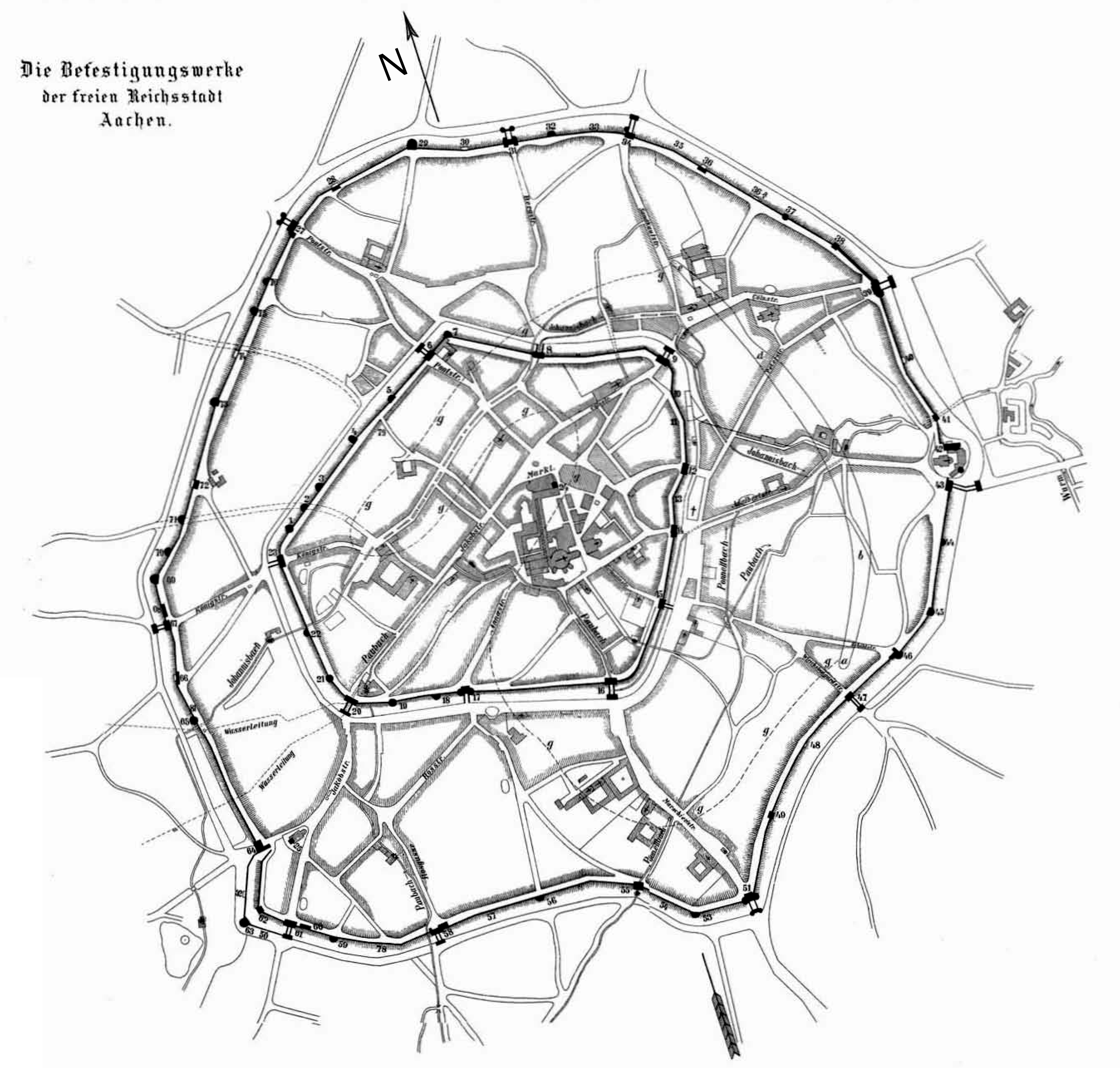
Overzicht van de vestingwerken in Aken. Nummer 32 is de Bergerschanzturm.

De Bergerschanzturm was een weertoren en maakte deel uit van de tussen 1300 en 1350 gebouwde buitenste stadsmuren van de Duitse stad Aken. De waltoren bestaat niet meer.

## Locatie
In de buitenste ringmuur stond de Bergerschanzturm in het noorden tussen de Bergtor (in het westen) en de Sandkaultor (in het oosten) op ongeveer 100 meter van de Bergtor. Ze bevond zich nabij wat nu de Saarstraße is en keek uit op de Salvatorberg die buiten de stadsmuur omhoog rijst. Tussen de Bergerschanzturm en de Bergtor bevonden zich geen andere waltorens, maar lag er alleen een stuk stadsmuur. Ook tussen de Bergerschanzturm en de Sandkaultor bevond zich geen andere toren.

## Geschiedenis
De bouwdatum van de Bergerschanzturm werd niet overgeleverd, maar werd vermoedelijk opgetrokken in de 13e of 14e eeuw aangezien in de periode van 1257 tot 1357 de buitenste stadsmuur gebouwd werd.
De toren werd vermoedelijk als gevolg van Napoleons instructies om de militaire betekenis van Aken te minimaliseren tijdens de Franse bezetting van Aken, in het eerste kwart van de 19e eeuw afgebroken. Toen zijn er grote delen van de stadsmuren geslecht.

## Beschrijving
De toren had een breedte van 10,6 meter en een diepte van 7,5 meter. Het gebouw was halfrond en was in de richting van de stad open (schelptoren). Het had een verdieping.
De meeste schietgaten waren in de nabijheid van de stadsmuur aangebracht, een opening was zo uitgericht dat het gebied in de nabijheid van de Sandkaultor bereikt kon worden.